# Ремонсе
Ремонсе (дат. Remonce) — кондитерская паста для начинки, используемая в различных видах датской выпечки. Её изготавливают путём замешивания размягчённого сливочного масла с сахаром и иногда приправляют корицей (например, в улитках с корицей), кардамоном, заварным кремом, марципаном или миндальной пастой. Ремонсе всегда выпекают вместе с тестом.
Remonce — датское слово и изобретение. На английском языке начинка называется Lord Mayor filling .
Слово «remonce» введено швейцарскими пекарями в 1800-х годах. Вероятно, происходит от итальянского rimanenza, «остатки, «переработка» (выпечки) и было преобразовано в псевдофранцузский.